# Ontherus
Ontherus är ett släkte av skalbaggar. Ontherus ingår i familjen bladhorningar.

## Dottertaxa tillOntherus, i alfabetisk ordning[1]
- Ontherus aequatorius
- Ontherus alexis
- Ontherus amplector
- Ontherus androgynus
- Ontherus aphodioides
- Ontherus appendiculatus
- Ontherus ashei
- Ontherus atlantidis
- Ontherus azteca
- Ontherus brevicollis
- Ontherus brevipennis
- Ontherus bridgesi
- Ontherus cambeforti
- Ontherus carinicollis
- Ontherus carinifrons
- Ontherus cephalotes
- Ontherus compressicornis
- Ontherus dentatus
- Ontherus diabolicus
- Ontherus digitatus
- Ontherus edentulus
- Ontherus elegans
- Ontherus erosioides
- Ontherus erosus
- Ontherus gilli
- Ontherus gladiator
- Ontherus grandis
- Ontherus hadros
- Ontherus howdeni
- Ontherus incisus
- Ontherus insolitus
- Ontherus irinus
- Ontherus kirschii
- Ontherus laminifer
- Ontherus lichyi
- Ontherus lobifrons
- Ontherus lunicollis
- Ontherus magnus
- Ontherus mexicanus
- Ontherus monilistriatus
- Ontherus obliquus
- Ontherus pilatus
- Ontherus planus
- Ontherus podiceps
- Ontherus politus
- Ontherus pseudodidymus
- Ontherus pubens
- Ontherus raptor
- Ontherus rectangulidens
- Ontherus rectus
- Ontherus sanctaemartae
- Ontherus sextuberculatus
- Ontherus stridulator
- Ontherus sulcator
- Ontherus tenuistriatus
- Ontherus trituberculatus
- Ontherus ulcopygus
- Ontherus virescens
- Ontherus zikani